# Rifugio Alberto e Maria ai Brentei
Das Rifugio Maria e Alberto ai Brentei (meist nur Rifugio Brentei, deutsch auch Brenteihütte) ist eine alpine Schutzhütte der CAI-Sektion Monza in der Brenta im Trentino. Die in der Regel von Mitte Juni bis Mitte September geöffnete Hütte verfügt über 97 Schlafplätze sowie einen Winterraum mit 14 Betten.

## Lage
Die Schutzhütte liegt im zentralen Bereich der Brentagruppe im oberen Val Brenta, das in westlicher Richtung in das Val Rendena abfällt. Sie ist in einem weiten Talkessel am Rand einer mit Gras bewachsenen Talstufe auf einer Höhe von 2182 m s.l.m. errichtet worden. Sie ist Ausgangspunkt für die Besteigung der südlich gelegenen Cima Tosa und des Crozzon di Brenta. In unmittelbarer Nähe befindet sich eine kleine Kapelle, die den auf den Bergen Verunglückten gewidmet ist.

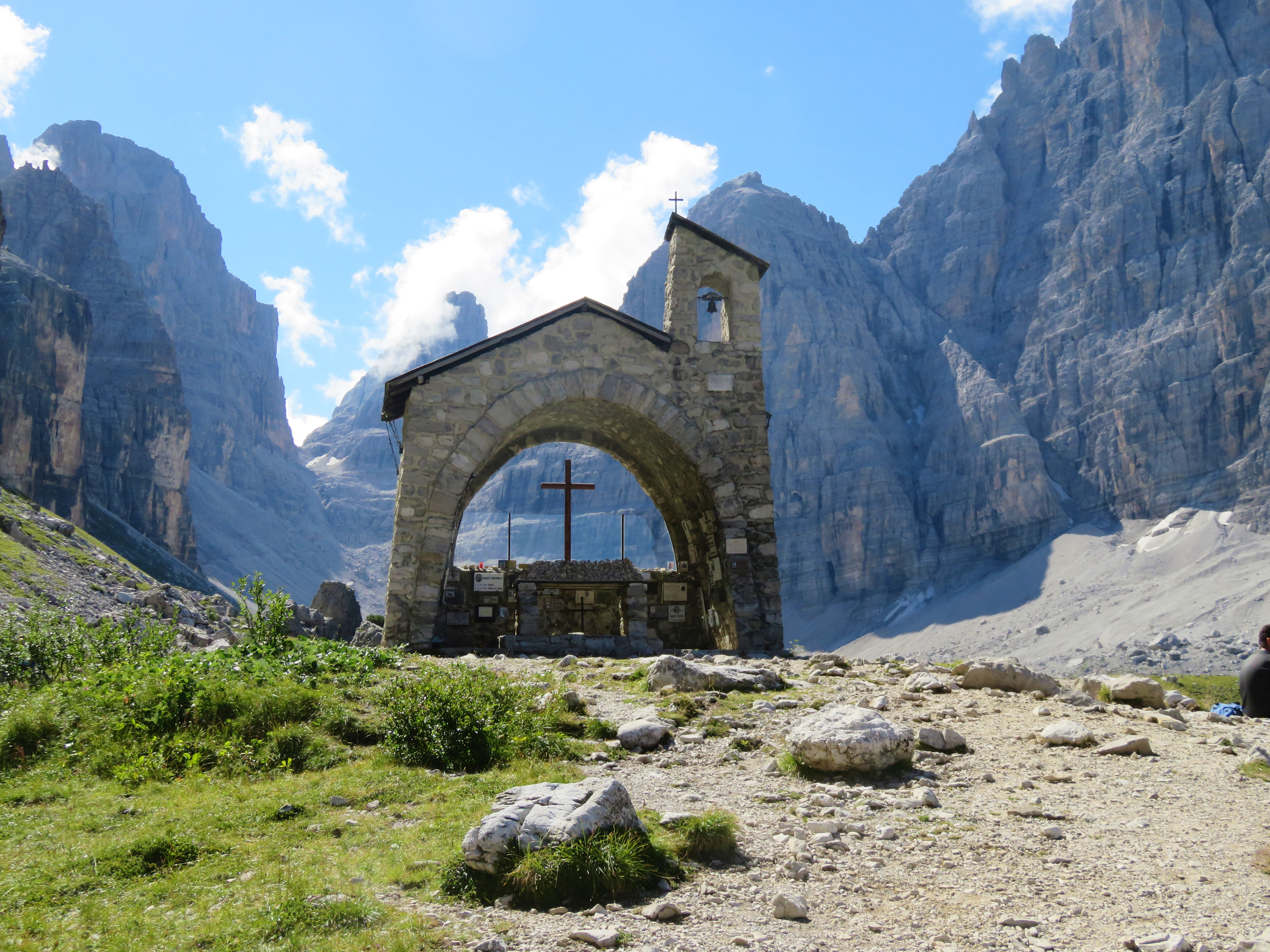
Die Kapelle beim Rifugio Brentei

## Geschichte
Das Rifugio Brentei wurde offiziell 1947 eröffnet. An der Stelle stand bereits vorher eine kleine, Anfang der 1930er Jahre privat errichtete Hütte, die auch als Biwakschachtel genutzt wurde. Nach dem Zweiten Weltkrieg erwarb der aus Monza stammende Unternehmer Gianvittorio Fossati Bellani das Gebäude und übergab es der CAI-Sektion seiner Heimatstadt Monza. Zu Ehren Fossatis wurde die Hütte nach seinen Eltern Alberto und Maria benannt. In der Folgezeit wurde es mehrmals erweitert. Von 1949 an führte Bruno Detassis das Rifugio über mehrere Jahrzehnte lang, was erheblich zum Bekanntheitsgrad des Rifugio Brentei beitrug. Sein Sohn Claudio bewirtete die Schutzhütte noch bis 2009.

## Zugänge
- Von Vallesinella 1513 m ⊙ auf Weg 318 in 2 Stunden 40 Minuten
- Von der Piazza delle Bore im Val Brenta bei Sant’Antonio di Mavignola 1210 m ⊙ auf Weg 323 in etwa 3,5 Stunden

## Nachbarhütten und Übergänge
- Zum Rifugio Pedrotti, 2491 m ⊙ auf Weg 318 in 1,5 Stunden
- Zum Rifugio Agostini, 2405 m ⊙ in 3 Stunden
- Zum Rifugio Tuckett, 2272 m ⊙ auf Weg 318 und Weg 328 in 2,5 Stunden
- Zum Rifugio Dodici Apostoli, 2182 m ⊙ in 3,5 Stunden
- Zum Rifugio Angelo Alimonta, 2580 m ⊙ auf Weg 323 in 1,5 Stunden

## Karten
- Alpenvereinskarte 1:25.000, Blatt 51, Brentagruppe
- Tabacco-Karte 1:25.000, Blatt 053, Dolomiti di Brenta
- Tabacco-Karte 1:25.000, Blatt 067, Altopiano della Paganella - L. di Tovel - C. Brenta - Trento